# Freistadt flygplats
Freistadt flygplats är en flygplats i Österrike. Den ligger i distriktet Freistadt och förbundslandet Oberösterreich, i den nordöstra delen av landet, 150 km väster om huvudstaden Wien. Freistadt flygplats ligger 685 meter över havet.
Terrängen runt Freistadt flygplats är varierad, och sluttar österut. Närmaste större samhälle är Freistadt, 7 km öster om Freistadt flygplats. 
I omgivningarna runt Freistadt flygplats växer i huvudsak blandskog. Runt Freistadt flygplats är det ganska tätbefolkat, med 72 invånare per kvadratkilometer.